# Iguatu Futebol Clube
Iguatu Futebol Clube foi um time de futebol da cidade de Iguatu no Ceará. Foi fundado em 21 de abril de 1995 e faliu alguns anos depois em 1998. Anos depois foi criado a Associação Desportiva Iguatu.

## Símbolos

### Uniformes
As cores do uniforme do Iguatu Futebol Clube eram o azul e o branco, o 1º uniforme, era a camisa azul com detalhes em brancos e vermelhos, com short azuis e meiões brancos.
O 2º uniforme, era composto por uma camisa branca, com short branco e meiões azuis.

### Mascote

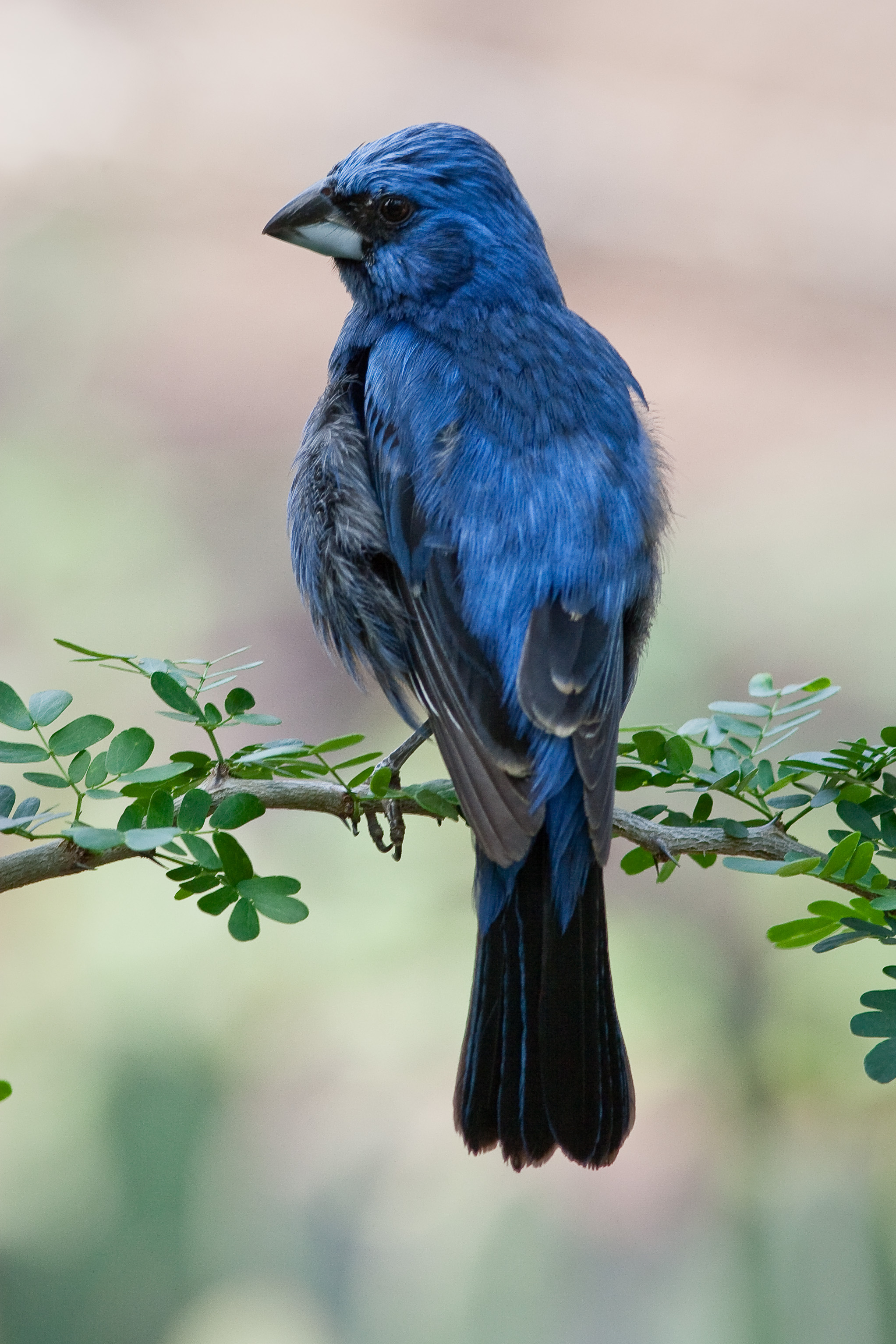
Azulão - Mascote do Iguatu Futebol Clube

O mascote do Iguatu Futebol Clube era o Azulão, carinhosamente chamado pela sua torcida de Azulão do Centro Sul.

## Estádio
O estádio onde o clube mandava seus jogos, na época chamado de Estádio Elmo Moreno, o “Morenão”, tem capacidade para 3.200 mil pessoas.

## Desempenho em Competições

### Campeonato Cearense - Primeira Divisão
| Ano  | Posição |
| 1996 | 10º     |
| 1997 | 10º     |